# Robin Cook (politicus)
Robert Finlayson (Robin) Cook (Bellshill, North Lanarkshire, 28 februari 1946 – Inverness, Highland, 6 augustus 2005) was een Brits politicus van de Labour Party.
Cook werd geboren in Schotland als zoon van een schooldirecteur. In 1974 werd hij lid van het Lagerhuis. Hij maakte zich sterk voor de sociaal zwakkeren. Vanaf 1986 was hij lid van het schaduwkabinet. Van 1996 tot 1997 was hij voorzitter van de Labour Party. Vervolgens werd hij minister van Buitenlandse Zaken, en dit tot 2001. Toen werd hij opgevolgd door Jack Straw.
Tijdens zijn bewindsperiode vonden Britse interventies in Kosovo en Sierra Leone plaats. Zijn poging om tussen India en Pakistan te bemiddelen inzake Kasjmir werd tot zijn verbazing afgewezen. Na de verkiezingen van 2001 werd Cook fractieleider in het Lagerhuis. Op 17 maart 2003 trad hij af uit protest tegen het Irak-beleid van de regering-Blair.
Op 5 oktober 2003 werd bekend dat premier Tony Blair twee weken voor het begin van de oorlog tegen Irak in kleine kring zou hebben gezegd te weten dat Irak geen bruikbare massavernietigingswapens bezat. Dit zou zijn gebleken uit het dagboek van Cook.
Robin Cook overleed op 59-jarige leeftijd aan de gevolgen van een hartaanval: tijdens een wandeling in de Schotse Hooglanden, bij het afdalen van Ben Stack, werd hij onwel. Diezelfde dag nog stierf hij in een ziekenhuis in Inverness.
- Gemeinsame Normdatei: 122049705
- International Standard Name Identifier: 0000 0001 0986 6423
- Library of Congress Control Number: n83301869
- Nationale Bibliotheek van Letland: 000098048
- MusicBrainz: f978d6b5-5815-424d-ae61-07fa90ced18e
- Nationale Bibliotheek van Tsjechië: js20050815001
- Nederlandse Thesaurus van Auteursnamen: 070691649
- Système universitaire de documentation: 082980462
- Virtual International Authority File: 72265320
- WorldCat: E39PBJyWXHrXKR93Vj86wrDg8C